# روبرت ماسكل باترسون
روبرت ماسكل باترسون (بالإنجليزية: Robert Maskell Patterson) هو طبيب وعالم فيزياء أمريكي وُلِد في 23 مارس 1787 في فيلادلفيا، بنسلفانيا، وتوفي في 5 سبتمبر 1854 في فيلادلفيا.

## حياته ومهنته
كان باترسون ابن روبرت باترسون، الذي شغل أيضًا منصب مدير دار سك العملة الأمريكية. حصل على درجة الطب من جامعة بنسلفانيا عام 1808، ثم أكمل دراسته في باريس تحت إشراف علماء بارزين مثل كلود لوي برتوليه وبيير لابلاس.
عاد إلى الولايات المتحدة ليصبح أستاذًا للكيمياء والفيزياء في جامعة بنسلفانيا. في عام 1835، تم تعيينه مديرًا لدار سك العملة الأمريكية، وهو المنصب الذي شغله حتى عام 1851. كما كان عضوًا ومديرًا في الجمعية الأمريكية للفلسفة.